# Chwałki (Grande-Pologne)
Pour les articles homonymes, voir Chwałki.
Chwałki (prononciation : [ˈxfau̯ki]) est un village polonais de la gmina de Rozdrażew dans le powiat de Krotoszyn de la voïvodie de Grande-Pologne dans le centre-ouest de la Pologne.
Il se situe à environ 2 kilomètres au sud de Rozdrażew (siège de la gmina), à 8 kilomètres au nord-est de Krotoszyn (siège du powiat) et à 81 kilomètres au sud-est de Poznań (capitale régionale).
Le village possède une population de 51 habitants.

## Histoire
De 1975 à 1998, le village faisait partie du territoire de la voïvodie de Kalisz.

Depuis 1999, Chwałki est situé dans la voïvodie de Grande-Pologne.